# Улица Лидии Койдула (Нарва)
Улица Койдула (эст. Koidula tänav) — улица в исторической части Нарвы, от улицы Вестервалли идёт по границе крепостных стен города, пересекает улицы Суур и Виру и продолжается как улица Пимеайа.

## История
На плане Нарвы 1905 года улица указана как Горная улица, в 1912 и 1927 годах — как Мяэ (название переведено на эстонский язык).
После Великой Отечественной войны улица была названа в честь эстонской поэтессы Лидии Койдула (1843—1886). 27 сентября 1995 года городской совет изменил название улицы на Койдула.

## Достопримечательности

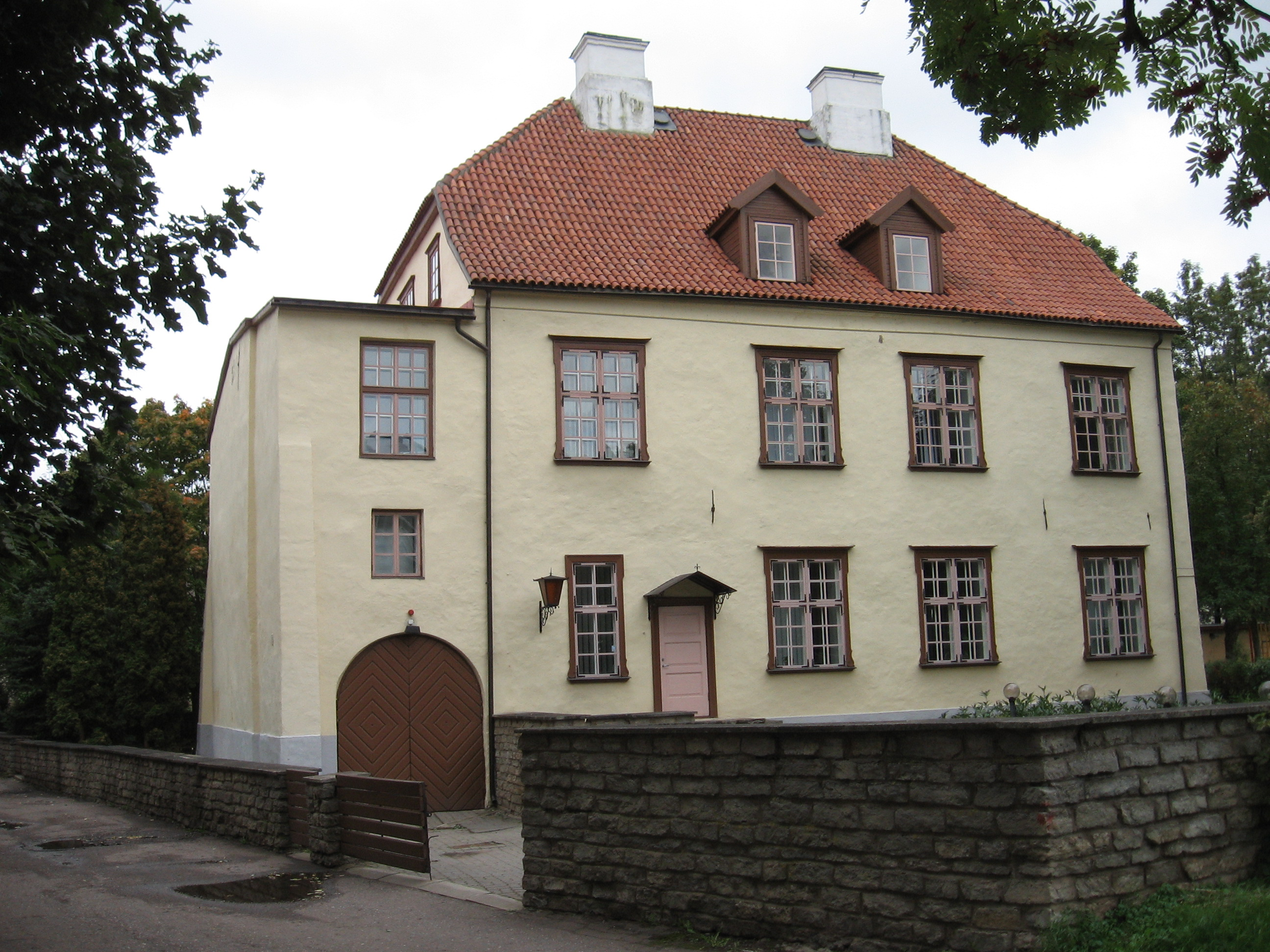
д. 3^{а}

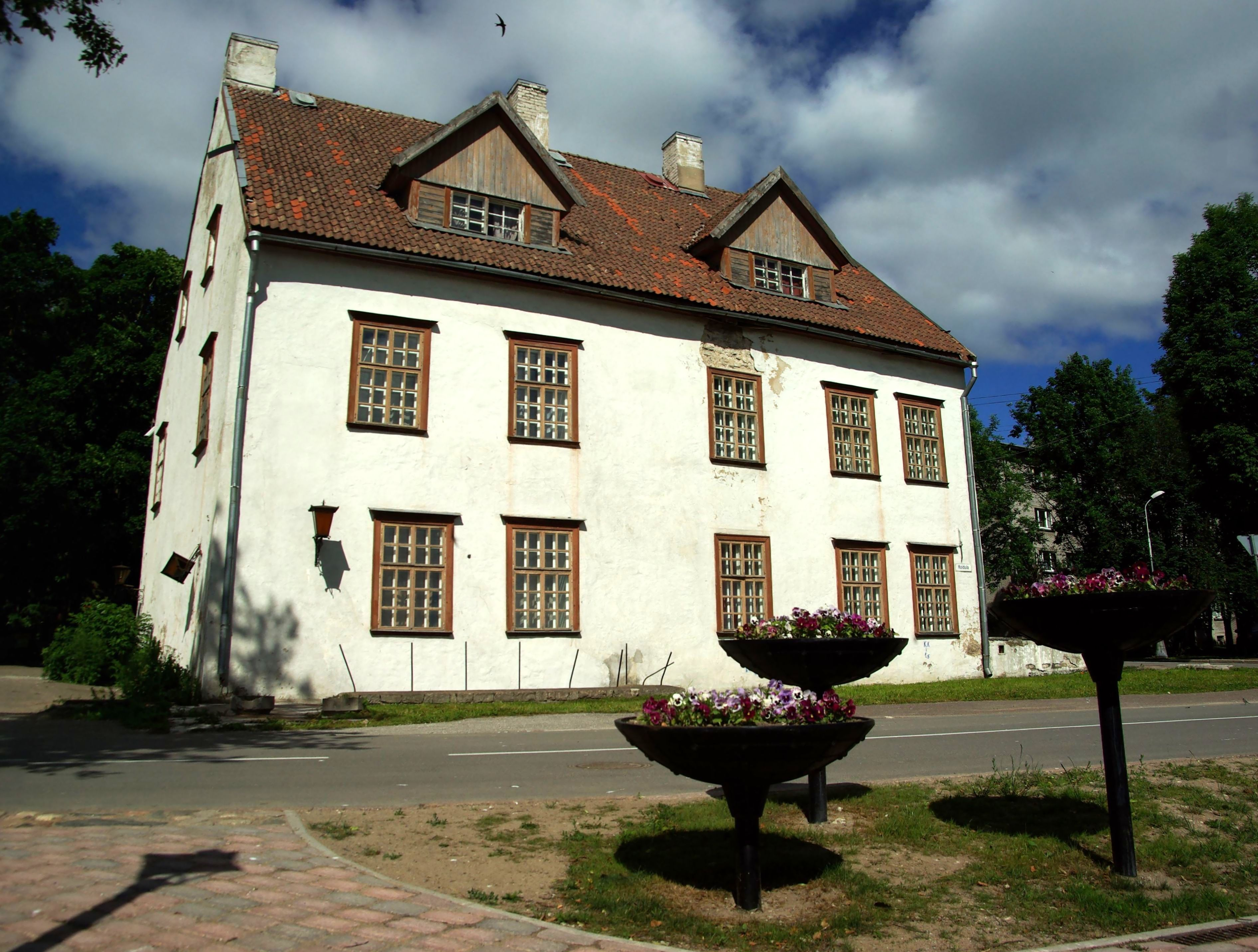
д. 6

На улице сохранились дома довоенной постройки — 3а и 6, признанные архитектурными памятниками.